# Chattooga River (Tugaloo River)
Der Chattooga River (auch Chatooga, Chatuga oder Chautaga) ist einer der wenigen größeren Flüsse im Südosten der USA, dessen Lauf noch ursprünglich ist. Der Fluss hat den Status eines „National Wild and Scenic River“ und genießt besonderen Schutz.

## Flusslauf
Von seiner Quelle bei Cashiers in North Carolina fließt er entlang der Grenze von South Carolina und Georgia durch die Appalachen in südlicher Richtung und mündet nach 92 Kilometern in den Stausee Lake Tugalo, der ebenfalls vom Tallulah River gespeist wird. Unterhalb des Tugaloo Dam heißt der Fluss dann Tugaloo River, ein Quellfluss des Savannah River. 
Der Chattooga River durchquert anfangs als kleiner Bach die Ortschaft Cashiers und den dort gelegenen kleinen See „Cashiers Lake“. Auf den ersten 10 Kilometern verläuft der Fluss durch in Privatbesitz befindliche Grundstücke. Anschließend verläuft der Fluss in einer engen, tiefen Schlucht in einer stark bewaldeten Mittelgebirgsregion. Er weist zahlreiche Stromschnellen und Wasserfälle auf und fällt auf seiner Fließstrecke um knapp 900 Meter. An diesem Flussabschnitt liegen nur drei Brücken: Grimshaws, Bullpen und Burrell’s Ford. Weiter flussabwärts kreuzen der South Carolina Highway 28 sowie der U.S. Highway 76 den Chattooga River.

## Hydrologie
Der mittlere Abfluss am Pegel am U.S. Highway 76 beträgt 18,4 m³/s. Das Einzugsgebiet des Chattooga River umfasst etwa 727 km².
Während der Schneeschmelze in den Monaten Januar bis April führt der Chattooga River im Schnitt etwa 80 Prozent mehr Wasser als in den Monaten Juli bis November. Der Fluss liegt weit im Süden der Vereinigten Staaten, jedoch in Höhen zwischen 1150 m und 269 m, so dass speziell im ersten Quartal noch Schnee an dessen Ufer liegt und die Gefahr von Blizzards besteht.

## Schutzstatus
Der Flussabschnitt 1,3 km unterhalb des Cashiers Lake bis zum Tugaloo-Stausee sowie die unteren 11,7 Kilometer des West Fork Chattooga River sind seit dem 10. Mai 1974 als „National Wild and Scenic River“ geschützt. Von den 94 Kilometern geschützter Flusslänge fallen 23,4 km in die Kategorie „recreational“ (zur Erholung geeignet), 4 km in die Kategorie „scenic“ (landschaftlich schön) sowie 66,6 km in die Kategorie „wild“.
Der Chattooga River durchfließt die nationalen Staatswälder Chattahoochee, Nantahala und Sumter sowie das Wildnisgebiet Ellicott Rock Wilderness.
In den Schluchten des Flusssystems kommen mehrere endemische Pflanzen vor, darunter verschiedene Lebermoose, die Flechtenart Cetradonia linearis, die Winden-Art Convolvulus sericatus, die Gattung Frasera aus der Familie der Enziangewächse, die Seggenarten Carex biltmoreana und Carex manhartii sowie Rhododendron vaseyi und Packera millefolium.

## Freizeitaktivitäten
Neben privaten Campingplätzen gibt es in der Umgebung mehrere staatlich betriebene einfache Zeltplätze.

### Jagd und Tierbeobachtung
Im Chattooga-Korridor ist die Jagd und Tierbeobachtung gemäß den behördlichen Auflagen (Genehmigungen, Jagdsaison je nach Bundesstaat unterschiedlich) möglich. Neben Wild und Truthuhn gibt es in der Region Kleinwild in größerer Anzahl, darunter Zahnwachteln, Kragenhuhn, Kaninchen und Hörnchen.

### Angeln
Der Flussabschnitt oberhalb der State-Highway-28-Brücke gilt als das beste Angelgewässer am Flusslauf für den Fang von Forelle und Regenbogenforelle.  Weiterhin kommt der Bachsaibling in den meisten Zuflüssen des Chattooga River vor. An den Brücken findet der Besatz von Angelfischen statt. Am Unterlauf des Chattooga River ist die Sonnenbarsch-Art Micropterus coosae (Redeye Bass) reichlich vorhanden.

### Wildwasseraktivitäten
Der Chattooga River ist mit seinen Stromschnellen und Wasserfällen im ersten Quartal im Jahr ein Eldorado für Rafting, Kajak- und Wildwasser-Kanufahren (Whitewater canoeing). Es können mehrtägige Wildwasserfahrten auf dem Fluss durchgeführt werden. Zahlreiche Stellen sind jedoch schwierig zu befahren – eine Herausforderung für Experten. Die Gefahrstellen können über Portagen umgangen werden. Der gefährlichste Flussabschnitt liegt unterhalb vom U.S. Highway 76. Dieser ist mit Stromschnellen vom Schwierigkeitsgrad III bis V für offene Kanus ungeeignet.
An diesem Fluss wurden 1972 Szenen für den Thriller Beim Sterben ist jeder der Erste (Originaltitel: Deliverance) gedreht mit Jon Voight, Burt Reynolds, Ned Beatty und Ronny Cox gedreht.